# Olivaichthys
Se denomina científicamente Olivaichthys al agrupamiento taxonómico de 3 especies, considerado como de nivel genérico —o subgenérico dentro de Diplomystes—, en la familia Diplomystidae. Estos peces son silúridos que habitan en aguas dulces y frías en el sur de América del Sur; son denominados comúnmente bagres aterciopelados u otunos. La especie que alcanza mayor longitud (O. viedmensis) ronda los 32,4 cm de largo total.

## Distribución
Olivaichthys habita en aguas frías del centro-oeste y sudoeste de la Argentina, tanto en la región de Cuyo como en la Patagonia argentina. Se distribuye por la cuenca del río Colorado y sus afluentes, y en la cuenca del Desaguadero-Salado, incluyendo los ríos San Juan, Mendoza y Tunuyán (O. cuyanus); las cuencas de los ríos Senguer y Chubut (O. mesembrinus); y la cuenca del río Negro (O. viedmensis).

## Taxonomía
Este género (o subgénero) fue descrito originalmente en el año 1987 por la ictióloga María Gloria Eliana Arratia Fuentes.
Especies
Se subdivide en 3 especies:
- Olivaichthys cuyanus (Ringuelet, 1965) (o Diplomystes (Olivaichthys) cuyanus)
- Olivaichthys mesembrinus (Ringuelet, 1982) (o Diplomystes (Olivaichthys) mesembrinus)
- Olivaichthys viedmensis (MacDonagh, 1931) (o Diplomystes (Olivaichthys) viedmensis)

Relaciones filogenéticas
Sobre la base de análisis moleculares, algunos autores encuentran que Olivaichthys (característico de cuencas fluviales con pendiente del Atlántico), además de poseer una gran similitud morfológica, está muy estrechamente relacionado con Diplomystes (característico de cuencas fluviales con pendiente del Pacífico), por lo que debería ser sinonimizado. Sin embargo, una reciente divergencia con especies aisladas a ambos lados de los Andes, es poco probable.